# Parafia Opieki Matki Bożej w Zurychu
Parafia Opieki Matki Bożej – parafia prawosławna w Zurychu, jedna z sześciu parafii Rosyjskiego Kościoła Prawosławnego poza granicami Rosji na terytorium Szwajcarii. Językiem liturgicznym parafii jest cerkiewnosłowiański. 